# Ambreinolid
Ambreinolid ist ein Terpenoid mit vier Stereozentren. Der Trivialname leitet sich vom Terpen Ambrein ab. Es gleicht diesem auch in der Struktur; man könnte es als Lacton eines Oxidationsprodukts von Ambrein sehen.

## Vorkommen

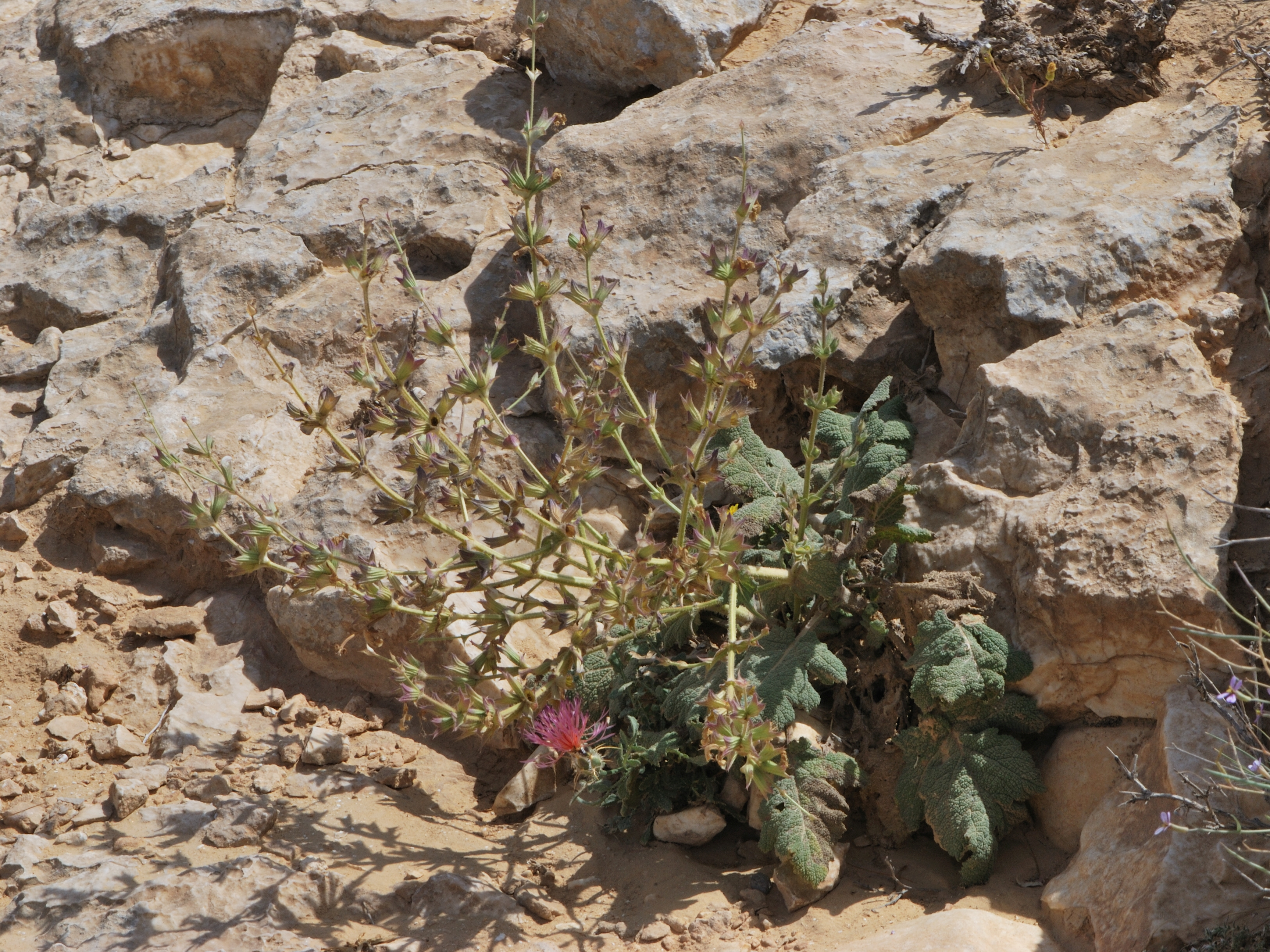
Kraut der Gattung Salvia palaestina

Ambreinolid wurde bisher in vier Taxa gefunden: Kyllinga erecta, Salvia yosgadensis, Eragrostis viscosa und Salvia palaestina.